# تاكاهيرو كونيوشي
تاكاهيرو كونيوشي (باليابانية: 國吉 貴博) (28 مايو 1988 في كاواغويه في اليابان – )؛ هو لاعب كرة قدم ياباني سابق كان يلعب كلاعب وسط.

## وصلات خارجية
- تاكاهيرو كونيوشي على موقع رابطة كرة القدم اليابانية للمحترفين (اليابانية)
- تاكاهيرو كونيوشي على موقع قاعدة بيانات كرة القدم.إي يو (الإنجليزية)
- تاكاهيرو كونيوشي على موقع Soccerway.com (الإنجليزية)
- تاكاهيرو كونيوشي على موقع عالم كرة القدم.نت (الإنجليزية)
- تاكاهيرو كونيوشي على موقع كووورة